# Nicolas Idier
Nicolas Idier, né le 2 octobre 1981 à Paris est un écrivain et haut-fonctionnaire français.

## Biographie
Nicolas Idier étudie l'histoire et la langue chinoise à l'université Paul Valéry[réf. nécessaire]. Après un premier séjour en Chine[Quand ?], il poursuit ses études à l'INALCO où il suit les enseignements d'Anne Cheng et André Kneib. Agrégé d’histoire et docteur en histoire de l'art de Paris-Sorbonne (2011), il est chercheur associé au Centre de recherche sur l'Extrême-Orient de Paris-Sorbonne,, spécialiste de l'œuvre de Pierre Ryckmans, alias Simon Leys,,.
Attaché culturel pour le livre et le débat d'idée auprès de l'ambassade de France en Chine (2010-2014), Nicolas Idier a notamment coordonné l'invitation de Shanghai comme ville invitée au Salon du livre de Paris  en 2014.
De 2014 à 2018, il a été responsable du bureau du livre à l'Institut français en Inde, à New Delhi.
Rentré en France à l'automne 2018, il devient directeur adjoint de la Cité internationale de la bande dessinée et de l'image, à Angoulême, aux côtés de Pierre Lungheretti. Il coordonne la création de la Fondation Cité du Neuvième Art sous l'égide de l'Institut de France.
En 2020, il intègre le cabinet du Premier ministre Jean Castex comme conseiller technique chargé des discours aux côtés de l'écrivain Camille Pascal et de la conseillère en communication Mayada Boulos. Il est par la suite nommé conseiller technique prospective au cabinet du Premier ministre. À la suite de son passage en cabinet, il est nommé à l'Inspection générale de l'Éducation, du Sport et de la Recherche par décret du président de la République en date du 22 novembre 2021.
Il est membre du conseil de rédaction de la revue Nunc et siège également au comité de lecture des éditions Bouquins[réf. nécessaire].

## Œuvres

### Romans
- La Ville noire, Clichy, Éditions de Corlevour, 2011, 223 p., sélectionné pour le Prix du Premier roman[13] (ISBN 978-2-915831-46-7)
- La Musique des pierres, Paris, Éditions Gallimard, coll. « L’Infini », 2013, 336 p., sélectionné pour le Prix Ouest-France Etonnants Voyageurs[14] (ISBN 978-2-07-014309-2)
- Nouvelle jeunesse, Paris, Éditions Gallimard, coll. « Blanche », 2016, 368 p.[15],[16], dernière sélection du Prix Décembre, dernière sélection du Prix Jean Freustié, dernière sélection du Prix Médicis (ISBN 978-2-07-017932-9)
- avec Makenzy Orcel, Une boite de nuit à Calcutta, Paris, Éditions Robert Laffont, 2019, 292 p.[17] (ISBN 9782221242308)
- Dans la tanière du tigre, Paris, Éditions Stock, 2022, 300 p.[18]  (ISBN 9782234090446)

### Direction d'ouvrages
- (dir.), Shanghai. Histoire, promenades, anthologie et dictionnaire, collection Bouquins, Robert Laffont, 2010, 1536 p.  (ISBN 978-2-221-11096-6)